# Alindria australis
Alindria australis là một loài bọ cánh cứng trong họ Trogossitidae. Loài này được Peringuey miêu tả khoa học năm 1885.